# 汉文化

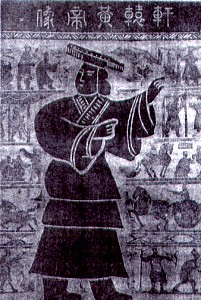
武氏祠黄帝浮雕

汉文化是指汉民族的传统文化，以夏商周三代的《诗》、《书》、《礼》、《樂》、《易》、《春秋》、六艺、吉、凶、宾、军、嘉五礼以及仁、義、礼、智、信五常为核心，汉文化，“夏，大也。中国有禮儀之大，故称夏；有服章之美，谓之华。华，夏一也。”华夏皆谓中国，而谓之华夏者，夏，大也。言有礼仪之大，有文章之华也。中国者，聪明睿知之所居也。万物财用之所聚也，贤圣之所教也，仁义之所施也，诗书礼乐之所用也。長孫無忌《唐律疏議附錄：唐律釋文・卷第三名例》曰：“亲被王教，自属中国，衣冠威仪，习俗孝悌，居身礼义，故谓之中華，非同遠夷狄之俗：被髮左衽，雕體文身之俗也。”。礼仪是汉文化最大的特征之一，也是六艺之首。《史记·秦本纪》中秦穆公说：“中国以诗书礼乐法度为政。”。

## 歷史
漢文化源遠流長，上古漢文化有很長的發展期，考古發現了約一萬年前的中國耕作文化。根據流傳文獻記載，中原文明在黃帝時期取得了很大的發展。漢文明和蘇美爾、古巴比伦、古埃及、 古印度等都是地球上重要的早期古文明。考古方面發現的中國古城文明則較晚，近代起初的發現僅至周朝，而20世纪初在發現殷墟後被推進至商朝，之後又有對更早期的考古。漢文明的一個獨特之處是，儘管中國存在各朝代、政權和統治者的更替，但是漢文化卻连绵延續，外來民族在汉地建立統治王朝後多入鄉隨俗而漢化，所以漢文化是持續至今最古老的文化。流傳地域廣至東亞與東南亞地區，影響層面包含政治意識、思想宗教、教育、生活文化。其文化概念亦被稱為「汉文化」與「漢字文化圈」。

### 神话史诗

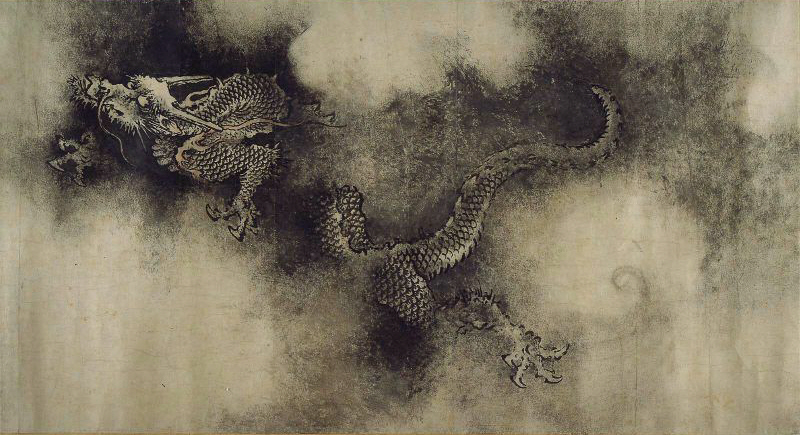
龙是漢族神话生物的代表之一（图为南宋陈容作《九龙图》局部）

漢族神话一般指的是关于上古传说、历史、宗教和仪式的集合体，通常它会通过口述、寓言、小说、仪式、舞蹈或戏曲等各种方式在上古社会中流传。某方面而言，上古神话会被假定是历史真实的一部份，关于漢族神话的最初文字记载可以在《山海经》、《水经注》、《書經》、《史记》、《礼记》、《楚辞》、《吕氏春秋》、《国语》、《左传》、《淮南子》等古老典籍中发现。

### 上古
智人時代，已經開始出現文化，此時期考古發現有織縫衣物和葬禮，新石器時代已經開始懂得耕作。在湖南已有文獻記載有第一個的人工耕作，群居文化開始出現，形成氏族公社。在中原地區考古發現西元7000年前至10000年前的裴李崗文化、賈湖文化等，已經進入以原始農業、畜禽飼養業和手工業生產為主，以漁獵業為輔的原始氏族社會。
後來陶器和玉石和文代開始興起，其中以仰韶文化以彩陶（在紅底上描繪出彩色的陶器）與龍山文化的黑陶為主要特色。仰韶文化年代約為西元前5000年~前3000年前，屬於新石器時代前期的範疇。生產工具以發達的磨製石器為主，常見有刀、斧、錛、鑿、箭頭、紡織用的石紡輪等，骨器也相當精緻。各種水器、甑、灶等日用陶器以泥紅陶和夾砂紅褐陶為主，主要呈現紅色，紅陶器上常彩繪有幾何型圖案或動物型花紋，是仰韶文化最明顯特徵，故也稱為彩陶文化。從挖掘的墓地遺跡證據顯示，仰韶時期為母系社會。後來在黃河下游與長江中下游發現的龍山文化，出土了大量黑色陶器，而且擁有更先進的建築技術，除了石鋤和石鍬與獸骨與木製的鍬之外，還使用石製的菜刀與鐮刀與貝類製的刀子，陪葬品多在男性的墓中，似乎變成已男性為中心的社會了。
從前21世紀到前17世紀夏王朝晚期的河南洛阳二里頭文化已有出現中國最早的都城，二里頭遺址其中青銅爵是目前所知中國最早的青銅容器。還有鑲嵌錄松石的獸面銅牌飾，是目前所知最早的銅鑲玉石製品。玉器有圭、璋、琮、鉞、戈、刀等用品，與製作精美的陶器。而二里岡文化的遺址經研究確認為商的初期王朝所在，商初期到中期政權歷經多次變動，盤庚遷都到殷墟之前，應該已經遷都多次，二里頭遺址可能也是被廢棄的首都之一。
除了黃河下游出現的仰韶文化與龍山文化以外，還有處於前2500年~前1500年的河姆渡文化，這些遺跡說明了在新石器時代的前半期，無論在中國的北方與南方都已經發展出農耕文化。隨著三星堆遺址的發現古代四川一帶（古蜀）有達到了非常高的程度的文明，證明巴蜀等長江流域地區也是中國重要的古文明發祥地。而且各地的文化互有交流，並且一起繼承之前的文化遺產，也可證明漢文化早期也是多元發展的，而中原文化是主体。
三皇五帝時代為中國上古時代，許多上古傳說已難考究，不少上古歷史和人物又常以神話形式出現，如女媧、伏羲（一說即神話人物盤古）等。《史記》記載歷史從黃帝開始。自唐、虞至夏、商、周三代皆封建時代，帝王與諸侯分而治之。夏商周三代文化最大的特色是分封制，其中周代相对于夏商两代的最大区别在于有了一套成体系的宗法制度和礼教。商周時代的禮器以青銅器和玉器，造型典雅莊重為當時的文化特質。商周時期亦有甲骨文、金文。商朝初期至中期雖然是個君主王朝，但實際上只是聚集許多部族所形成的松散城市國家联盟，到後期變成依靠分封亲戚友族和武力压制敌人进行统治的初步集权国家。從墓地遺跡顯示此時期已经进入了階級社會，君王和貴族是世襲制，卜人在商在政治中具有非常重要地位而且擔任大臣級官職，甲骨文所記載的內容幾乎都與祭祀有關，而且商朝政治特色是以占卜來進行決策，對於當時人民來說，最重要的神被稱為「帝」，君主的宮殿就是祭祀神和神官常駐的地點。《诗经》中的《商颂》和《尚书》中的《商书》保存了一些商朝的文学作品和关于商朝历史的记载。殷商後期到周中期之間所鑄造的青銅器，其造型之美至今也令人感到驚奇。在青銅器眾多的精美圖案也成為中式碗盤邊緣上所繪製圖樣的始祖，細小甚至只有1厘米寬，在容器表面上全刻上獸類圖案、旋紋的複雜程度，都顯示當時擁有極高的青銅器製作技術。
西周所形成的封建礼教对中国后世有极大影响，也是儒家思想的直接来源。在周朝流傳下來的《詩》、《書》、《禮》、《易》、《春秋》，成為漢文化保存至今的最古的文獻，也是漢族古代的重要思想學術流派儒家的主要經典。春秋、戰國時期，是中國古代文化大發展的時期和思想最自由的时代，也因此產生了諸子百家。自公元前221年秦朝在政治與文化統一了中國，開始對向北方和南方同時擴張，並要求前來朝貢。秦漢兩代，由於皇帝對於武功的追求，版圖擴大，影響力急劇向周邊延伸。漢文化隨著臣服藩屬國增加不斷的擴大。歷經秦朝的焚書坑儒與漢朝的獨尊儒術，儒家思想成為中國的正統思想。之後漢以後的汉地成為儒家社會。此時西域文化（即中亞文化與西亞文化）沿著絲路傳入中原。西域盛行的風俗文化，諸如舞蹈、雜技、鼓吹樂等紛紛傳入汉地。駱駝、石獅、辟邪、天鹿等珍奇異獸造型也傳入中國。而絲織品也成為汉地最重要的外銷品。

### 中世
魏晉时期深受老庄思想的影响，道家有了较大的发展。隋朝初期，杨坚汉化一举逆转了数百年来，中原文化鲜卑化、胡化的局面，改姓的中原人开始恢复汉姓。唐朝皇室以老子后人自居，推崇老子思想并以道教为国教。隋唐時期時胡人的大量移入與活動，成為當時社會的一大特色。大量的胡人高僧也影響了漢傳佛教。胡人在汉地北部長期處於統治者的地位，使汉族在文化習俗方面一度習染了胡風。佛教在中原传播过程中，由于兼并土地，不服兵役、徭役，有时甚至充当敌情刺探的据点，直接或间接加剧了民间矛盾，在历史上出现了“三武一宗”灭佛运动。宋代雖然在军事方面是弱勢，但在經濟與文化上卻是中國古代最繁榮的時期。北宋時期以儒家學術為核心並融合儒、道、釋為一體，形成了加強儒學世界觀和方法論的宋代理學，並影響其後的明朝。宋代時發明的火藥、印刷術、指南針、製瓷器技術、針灸醫術傳入阿拉伯世界，再輾轉輸往歐洲地區；在南宋中期則由阿拉伯世界傳入數學的「筆演算法」及「阿拉伯數字」。女真人建立的金與蒙古民族建立的元亦將「胡樂番曲」帶入漢地，形成將詩歌與詞的變化文學體裁－曲。
西洋文化與科技自明代時隨著傳教士傳入漢地。因此晚明時期，數學、物理學、天文學、地理學、植物學、醫學、聲律學等諸多學科以及機械、冶金、農業、水利等技術都有科學開創與總結。但因科舉採用「八股文」，為了思想的統一化與考試評分的公正化，導致文人思想日益僵化，後來明朝灭亡，但漢族人對西洋文化的研究風仍持續至清朝君主康熙後期，後因羅馬教廷下令禁止清朝治下的中國教徒祭孔祭祖而發生「中國禮儀之爭」，導致接續的清朝君主雍正帝、乾隆帝、嘉慶帝都厲行禁教，阻礙了中西方的科學文化交流。

### 近代歷史

#### 国民性批判与新文化运动
国民性批判發源于明治时期日本为了向西方学习，批判民族劣根性，进行国民性反省。福泽谕吉通过日本文明和西洋文明的对比，对日本国民性进行了严厉批判：“日本人自古以来，就不重视自己的地位，只知趋炎附势，企图依靠他人谋求权势，否则，就取而代之，步前人的后尘，即所谓‘以暴易暴’，真是卑鄙已极，这与西洋人独立自主的精神相比，确有天壤之别。”梁启超受此启发提出：“凡一国之能立于世界，必有其国民特具之特质，上自道德法律，下至风俗习惯，文学美术，皆有一种独立之精神，祖父传之，子孙继之，然后群乃结，国乃成。斯实民族主义之根柢源泉也。”梁启超强调创造新的国民性是“今日中国第一急务”。梁启超更是在《呵旁观者文》、《新民议》和《论中国国民之品格》等文章中,明确的把中国的悲剧归结为国民性的问题。留日学生创办《清议报》、《新民丛报》、《浙江潮》、《國民日日報》等报章杂志，深入揭露、批判了奴隶性、自私、虚伪等种种中国国民劣根性的表现，使越来越多的人认识到几千年来逐步形成的汉族的价值观念、行为方式、风俗习惯，简言之汉族的国民性和漢文化，有加以深刻反思、批判的必要。比如陳獨秀強調“以个人本位主义，易家族本位主义。”胡适宣称：“漢字不廢，中國必亡”、“我们必须承认我们自己百事不如人，不但物质机械上不如人，不但政治制度不如人，并且道德不如人，知识不如人，文学不如人，音乐不如人，艺术不如人，身体不如人。”。還有諸如“盖家也者，为万恶之首”“中国现代社会，万恶之源，都在家庭制度”的提議“要治万恶之本，要人人得自由和平等，要人人摆脱苦难，要人人施博爱之情，故家不可不毁。”毁家的可行方式，就是“不婚”，“人人所能行者，则不婚是也”。康有為、唐才常還主張與白種人通婚，爭取一百年內，華人都由黃種人變成白種人。
在清末民初的混乱局势和西方思想影響下，出现了造国族、造国民、造国语、造新文化的中華民族、漢字拉丁化、國語運動、白話文運動、新文化运动。新文化運動以後，人們进行中西国民性比较时，對國人過度批判以及形成「民族虛無主義」。新文化運動的倡導者後來也因國民性改造方式分裂了。李大釗、陈独秀走上了以“阶级斗争”为手段的无产阶级革命的道路；胡适仍然坚持其自由主义的改造立场；鲁迅兄弟则以文学諷刺國人的「劣根性」。有學者指出，随着蔡元培、陈独秀、胡适、鲁迅等新文化运动倡导者的故去，国人汉文化素养的递减，对民族文化的自卑、自贱却不断递增，产生悲观主义，并导致諸如胡適、陳獨秀、陈序经的“全盘西化”的结论，以及逆向種族主义。

#### 中国共产党的国民性改造
國民性改造在19世纪后期至1903年左右，以典型的英国模式为目标；1903年至1919年，即辛亥至五四前期，转而以法美模式为学习对象；此后则转向馬列主义的苏联模式。陈独秀1915年9月在国内创办《新青年》，宣扬法兰西文明，提出民主和科学的口号，反对封建专制思想和旧礼教、旧道德，改造国民性。他主张“建设之必先以破坏”，因为“惟破坏略见成效时，则不可不急急从事建设，为之模范，以安社会心理之恐怖作用”。李大釗也主張堅決剷除漢文化，主张以“互助、博爱”的社会主义人道精神改造国民性。随着十月革命的胜利和马克思主义在中国的影响逐渐深入，五四后期至大革命前，具有初步共产主义思想的馬克思主義者运用马克思主义的基本原理從經濟基礎、社會組織的角度猛烈批判中国的传统国民性和文化，并試圖建构一個无产阶级的崭新国民形象——具有阶级意识的无产阶级新人。毛澤東打算把國民改造為“有社会主义觉悟的有文化的劳动者”。土地改革、知识分子思想改造、三五反、扫盲识字、大跃进、人民公社化、社会主义教育、整风、知识青年上山下乡、学雷锋、文化大革命、计划生育、民族区域自治、反对大汉族主义等都包含了国民性改造的内容。在学校里则进行“热爱党、热爱祖国、热爱社会主义”以及“国际主义”、“共产主义人生观、婚姻观和职业道德教育”。中國共产党作为国民性改造理论的创造者和国民性改造实践活动的推动者通过国民性改造运动确立了专制的地位，要求文化创作必须同党的性质和宗旨相一致，要求文艺创作“站在党的立场，站在党性和党的政策的立场”，必须表现社会主义核心价值体系。有學者指出，胡适早已指出社会主义信仰者的国民性改造根本就是空想。

## 語文

### 语言
汉语属汉藏语系，可分雅言和方言。方言可分北方方言（官话）、吴语、湘语、赣语、客家话、闽语、粤语七大方言。雅言，古时称共同语，同方言对称。雅言這個「雅」字，是夏字的假借。「雅言」本作「夏言」。「夏」指周室。《論語》云：「子所雅言，《詩》、《書》、執禮，皆雅言也。」孔子在读《诗》 、念《书》、赞礼时，用的都是雅言。孔注云：「雅言、正言也。」鄭注：「讀先王典法，必正言其音，然後義全，故不可有所諱。禮不誦，故言執。」南北朝乃循雅言先例，再「以帝王都邑參校方俗」，藉以尋找一種折衷的語言，最後「獨金陵與洛下」雀屏中選。《切韵》音系是隋唐(唐初)的雅言音系；这个音系是以当时洛阳为中心的中原音系为基础形成的。反切是中國古代最主要和使用時間最長的注音方法。《切韻》开创了韻书修撰的体例，从隋唐至近代一直沿用不废。而其归纳的语音体系切韵音，经《唐韻》、《广韻》、《集韻》等等一脉相承的增补，一直是官方承认的雅言正统。在語音和詞彙方面，六朝雅言與吳語的差異是非常明顯的，而六朝雅言與今泉州話則有驚人的相似之處，泉州話與六朝雅言的關係顯然要比泉州話與吳語的關係密切得多。古汉语有平、上、去、入四声。唐詩之所以能夠苗高而和眾，音韻之美，功不可沒。唐太宗詩多五言，又多用去、入聲韻。李白《菩萨蛮》、柳宗元《江雪》、李清照《声声慢》押入声韻。如白居易《琵琶行》中，有平声韵(如谁、迟)，有上声韵(如雨、语)，有去声韵(如见、宴)，有入声韵(如客/khak/、瑟/siet/)。从《诗经》、《楚辞》、《汉魏乐府》到唐诗、宋词、元散曲都有严格的用韵规律，在用韵过程中是选用阴声韵，还是阳声韵或入声韵，与语境有密切的联系。
1892年，受日本和西歐等國語言統一、教育普及的影響，福建落第士子盧戇章在《切音新字序》中說：“若以南京話為通行之正字，為各省之正音，即十九省語言文字既從一律，文語皆掃通，中國雖大，猶如一家。”1913年“讀音統一會”為國音制訂注音字母39個。從清李光地《音韵闡微》中選取較普通的字六千五百多個，科學上新製的字六千多個，以及《闡微》中所缺的字六百多個，共計一萬三千多字，為其審訂標準國音讀法，注以注音字母並依《康熙字典》部首法編成《國音字典》。“国语”的语音标准，并非一次确立的，它是在国语运动的实践过程中，逐步建立并不断予以修订的。就它的音位系统而言，经过政府批准并正式公布的语音标准，事实上已经存在过前后两种。一是以《国音字典》为代表的“老国音”，二是以《国音常用字汇》 为代表的“新国音”。从国音审定的办法到审后字典的编定和出版，每一个环节都和国语统一筹备会的副会长吴稚晖有关，1926年，钱玄同与黎锦熙、汪怡、白镇瀛等人在对1919年吴稚晖编写的《国音字典》进行增修时，钱玄同则提出：“凡字音，概以北京的普通读音为标准。”到1926年11月，《国音字典》增修委员会已经按照北京语音的标准将《国音字典》里每个字的“老国音”全部改为“新国音”。政府和民間共出版了四百餘種白話文刊物，使白話文成為當時的主要文體。此外，教育部也重行頒佈注音字母、出版國音字典，促進了國語普區應用。

### 文字
汉字是汉语的主要书写系統，但其通行和影響範圍與汉语略有不同。概略而言，一些漢語方言（例如客家語和閩南語）無法與漢字書寫系統完全對應；而另一方面，一些不操漢語的語族（例如朝鮮語和日本－琉球語族），卻在不同程度上採用了漢字。

## 哲學

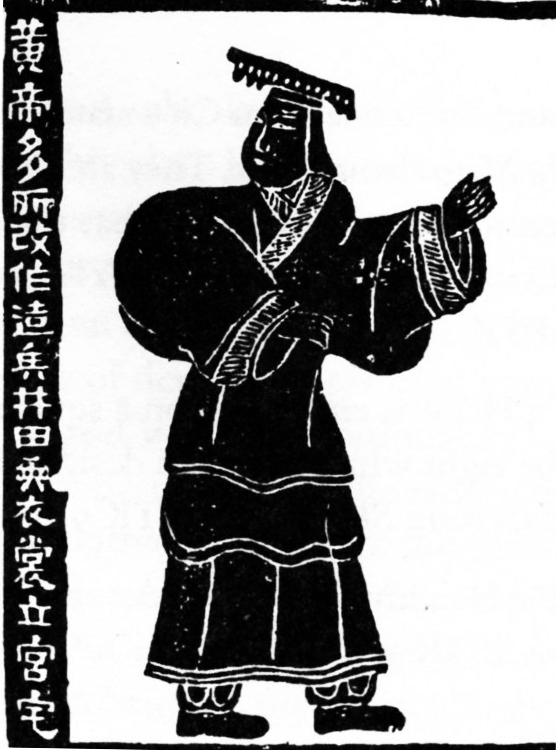
黄帝

汉文化的称谓来自汉朝，汉朝继承了先代华夏文明，特别是周礼，孔子曰：“周监于二代，郁郁乎文哉！吾从周。”周朝的禮儀、典章、制度取於夏朝、商朝，並且發揚光大。汉朝的礼仪和制度成为魏晋隋唐宋明朝代效仿的典范，确立了历史悠久灿烂的汉文化。
《诗经》、《尚书》、《仪礼》、《易经》、《乐经》、《春秋》六经是最重要的反映汉文化渊源的文献，是经过孔子整理而传授的六部先秦古籍,这六部古籍并非孔子所作,而是在孔子之前早已存在。孔子本着“述而不作,信而好古”（《论语·述而》）的原则，只是对这六部古书作了整理的工作。这六部古书，从远古流传下来，在孔子以前，为王室贵族所有，深为历代统治者所宝重。“孔子之前，《诗》、《书》、《礼》、《乐》已备。学校教授，即此四种。孔子教人，亦曰：“兴于《诗》，立于《礼》，成于《乐》。” 又曰：“《诗》、《书》执礼，皆雅言也。可见《诗》、《书》、《礼》、《乐》，乃周代通行之课本。至于《春秋》，国史秘密，非可分布，《易》为卜筮之书，事异恒常，非当务之急，故均不以教人。自孔子赞《周易》、修《春秋》，然后《易》与《春秋》同列六经。以是知六经之名，定于孔子也。”《国语·楚语上》记载早孔子半个世纪的楚国贵族申叔时谈到教育王室公子时所开列的教材即包含了这六部古书：“教之《春秋》而为之耸善而抑恶焉，以戒劝其心；教之《世》而为之昭明德而废幽昏焉，以休惧其动；教之《诗》而为之导广显德，以耀明其志；教之《礼》，使知上下之则；教之《乐》，以疏其秽而镇其浮；教之《令》，使访物官；教之《语》，使明其德，而知先王之务用明德于民也；教之《故志》，使知废兴者而戒惧焉；教之《训典》，使知族类，行比义焉。”这里的《春秋》和《世》都是史书，《令》是关于时令节日天文历法，比如《礼记·月令》。《语》是指《国语》、《家语》，比如传世的《孔子家语》。《故志》是指孔子收入《尚书》中的《仲虺之诰》、《汤诰》、《大诰》、《康诰》、《酒诰》、《洛诰》之类。《训典》则是《尚书》中的《尧典》、《舜典》、《伊训》之类。因此，诗书礼乐易春秋是汉文化的核心，无论是《汉书·艺文志》的图书六分法，还是从《隋书·经籍志》到《四库全书总目提要》的图书四部分类法，均以“六经”为首，汉文化也就是历朝汉人继承六经的信仰、礼乐、法律、史书、节令、诗歌、文学、装束、器物、饮食、建筑、方技的体系，并在记录在《史记》、《汉书》、《后汉书》、《三国志》、《晋书》、《宋书》、《南齐书》、《梁书》、《陈书》、《隋书》、《旧唐书》、《新唐书》、《宋史》以及其他古代典籍中，经史子集是汉文化的核心著作。“太史公曰:先人有言:“自周公卒五百岁而有孔子。孔子卒后至于今五百岁，有能绍明世，正《易传》，继《春秋》，本《诗》、《书》、《礼》、《乐》之际？”意在斯乎，意在斯乎？小子何敢让焉？”章太炎《经的大意》指出：“六经都是古史。所以汉朝刘歆作《七略》，一切记事的史，都归入《春秋》家。可见经外并没有史。经就是古人的史，史就是后世的经。”著名学者刘师培作有《古学出于史官论》，将先秦学术文化分为三派，而皆出于史官，其中第一派即为“六艺出于史也”。“六艺之学掌于史官，仲尼删订六经，实周史保存之力也。不有史官，吾恐文献无征，不待秦灰之烬矣。”宋代史学家郑樵在其《通志·总序》中亦曰：“《史记》使百代而下，史官不能易其法，学者不能舍其书，“六经”之后，惟有此作。”汉文化是“圣人之道，有体、有用、有文；君臣父子仁义礼乐，历代不可变者，其体也；诗书史传子集，垂法后世者，其文也；举而措之天下，能润泽斯民，归于皇极者，其用也。”

### 经史子集
经史子集基本上囊括了汉文化的浩瀚典籍。东晋李充正式确定甲乙丙丁即经史子集次序，但尚未直接用经史子集之名。唐初编成《隋书 经籍志》，这是正式以经史子集为类名的四部分类法中现存的第一部目录。汉文化均源自这些典籍，经学、子学、史学是汉学研究的重心。

## 禮儀

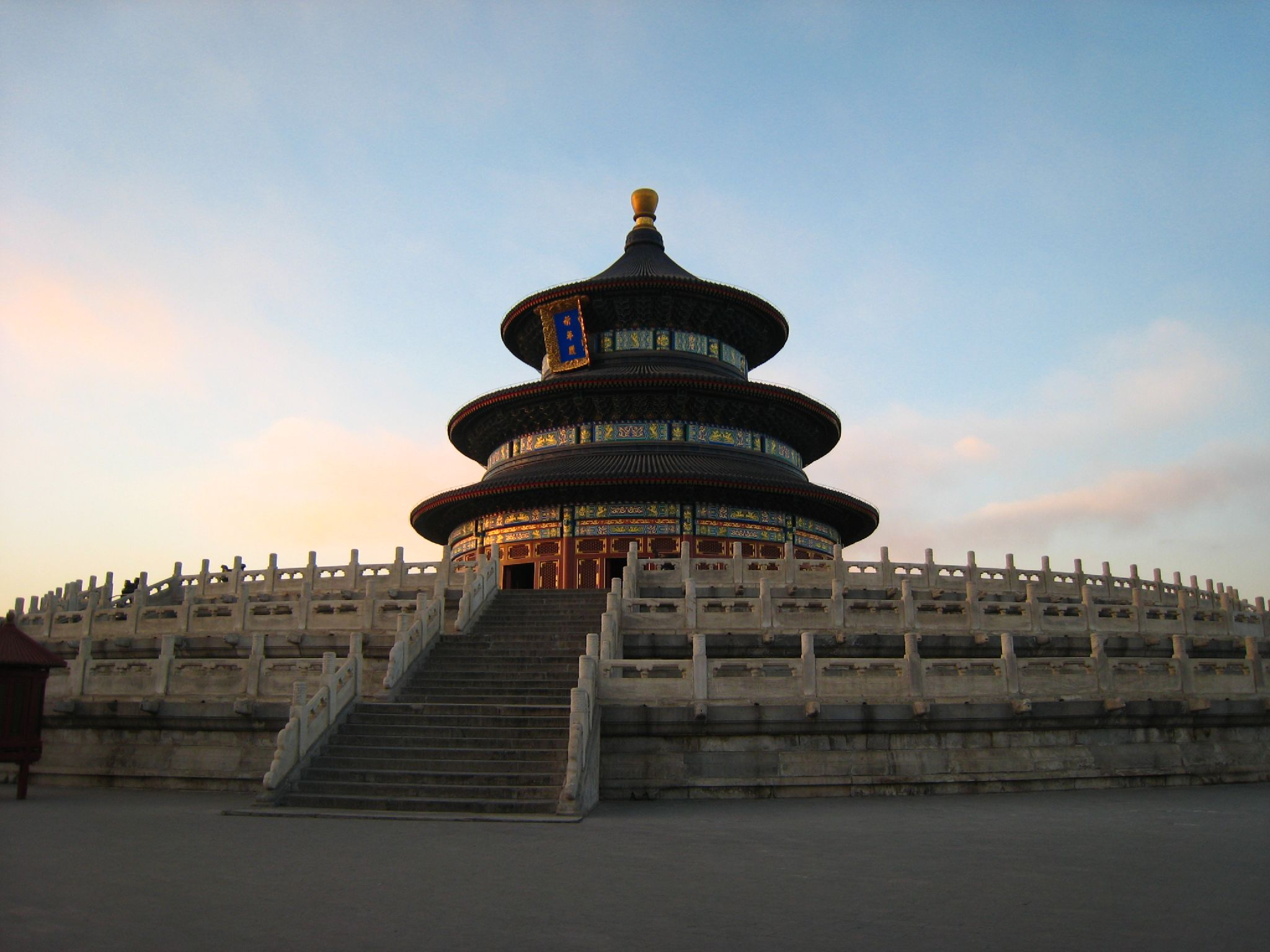

汉族礼仪是汉文明最为典型最为古老的特征，也就是汉族的风俗习惯传统，汉族有礼仪三百，威仪三千。周礼和汉服是华夏的标志。礼仪文化可追溯到尧命舜推行的“五典之教”。舜时主管教育的官职有三， 其一为司徒，负责“敬敷五教”；其二为秩宗，负责“典朕三礼”；其三为典乐，负责“教胄子”。“五教”即五常之教， 指父义、母慈、兄友、弟恭、子孝。所谓“ 三礼”，即天神、地祇、人鬼之礼。

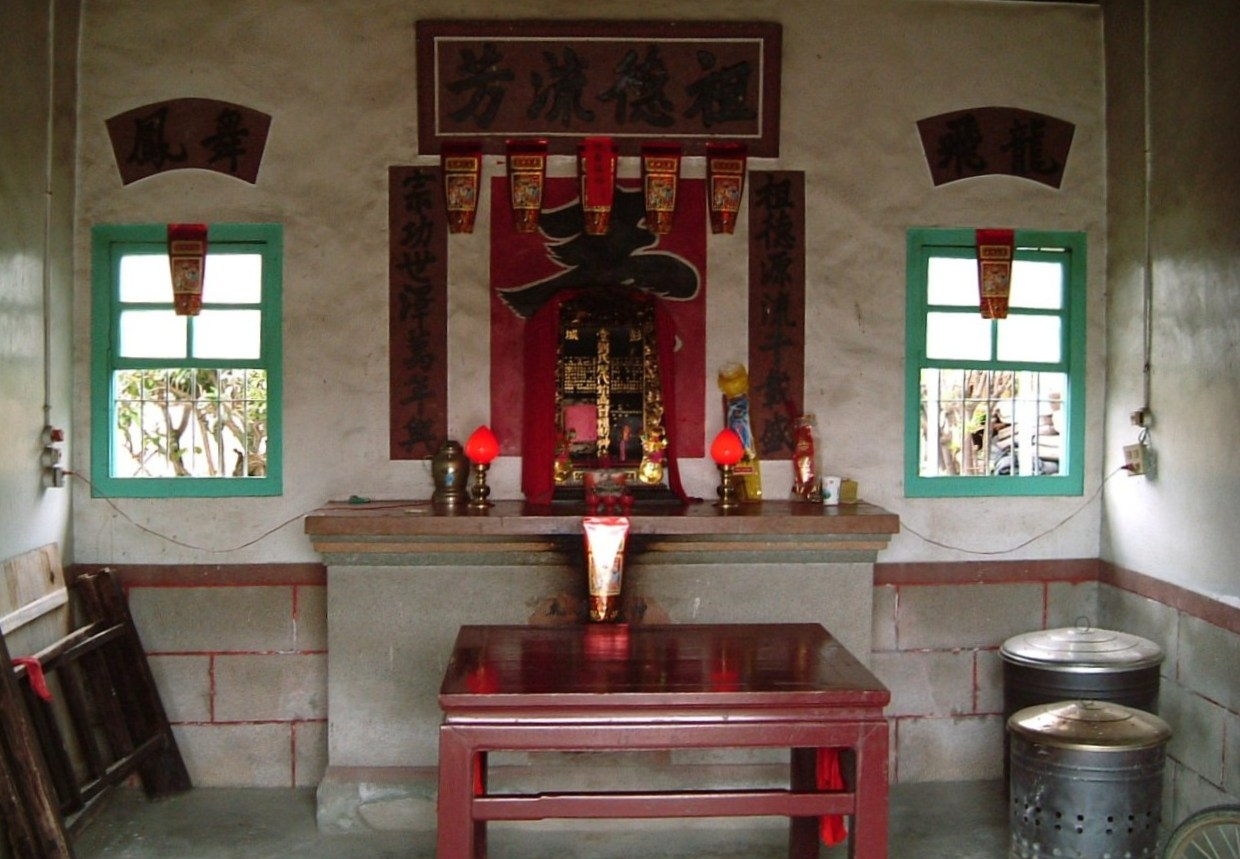
祭祖

| 周礼 | 分类                                                       | 礼名                                                       | 场所 | |
| ---- | ---------------------------------------------------------- | ---------------------------------------------------------- | --- | --- |
| 吉礼 | 天神                                                       | 郊祀、大雩                                                 | 天壇圜丘壇 玉皇頂                                                                                        | |
| 吉礼 | 天神                                                       | 朝日                                                       | 日壇 | |
| 吉礼 | 天神                                                       | 夕月                                                       | 月壇 | |
| 吉礼 | 天神                                                       | 太歲、月將                                                 | 太岁坛                                                                                                   | |
| 吉礼 | 地祇                                                       | 祀皇地祇 神州                                              | 地坛 | |
| 吉礼 | 地祇                                                       | 社稷 土地神                                                | 北京社稷坛、南京社稷坛                                                                                   | |
| 吉礼 | 地祇                                                       | 五岳五鎮四海四瀆、天下名山大川之神                         | 山川壇 东岳廟 岱廟 中岳廟 南岳廟 西岳廟 北岳廟 东镇廟 西镇廟 中镇廟 南镇廟 北镇廟                        | |
| 吉礼 | 地祇                                                       | 五岳五鎮四海四瀆、天下名山大川之神                         | 东海神廟 西海神廟 南海神廟 北海神廟 江渎廟 河渎廟 淮渎廟 济渎廟                                          | |
| 吉礼 | 地祇                                                       | 城隍                                                       | 城隍廟                                                                                                   | |
| 吉礼 | 地祇                                                       | 五祀                                                       | 門神、戶神、井神、灶神、行神(中霤)                                                                       | |
| 吉礼 | 人鬼                                                       | 祭祖                                                       | 宗廟 家廟                                                                                                | |
| 吉礼 | 人鬼                                                       | 祭孔                                                       | 文廟 | |
| 吉礼 | 人鬼                                                       | 祭关羽                                                     | 關帝廟 武廟                                                                                              | |
| 吉礼 | 人鬼                                                       | 祭岳飛                                                     | 岳王廟 關岳廟                                                                                            | |
| 吉礼 | 人鬼                                                       | 祭魯班                                                     | 魯班廟                                                                                                   | |
| 嘉礼 | 饮食之礼，婚冠之礼，宾射之礼，飨燕之礼，脤膰之礼，贺庆之礼 | 饮食之礼，婚冠之礼，宾射之礼，飨燕之礼，脤膰之礼，贺庆之礼 | 冠礼、笄礼、聘礼、婚礼、节令（立春、立夏、大暑、立秋、立冬）、视朔、冬至朝贺、除夕、元旦、乡饮酒、乡射礼 | 冠礼、笄礼、聘礼、婚礼、节令（立春、立夏、大暑、立秋、立冬）、视朔、冬至朝贺、除夕、元旦、乡饮酒、乡射礼 |
| 宾礼 | 接见、宴请外宾                                             | 接见、宴请外宾                                             | 相见礼、燕礼、公食大夫禮、觐礼                                                                           | 相见礼、燕礼、公食大夫禮、觐礼                                                                           |
| 军礼 | 射礼、大傩、讲武、告齐太公庙                               | 射礼、大傩、讲武、告齐太公庙                               | 大射 | 大射 |
| 凶礼 | 丧礼、葬礼、致奠、探病                                     | 丧礼、葬礼、致奠、探病                                     | 既夕礼、虞礼                                                                                             | 既夕礼、虞礼                                                                                             |

### 脱履之礼
脱履入室是礼仪中比较古老的礼仪，始自虞朝。据《礼记·王制》记载：“凡养老，有虞氏以燕礼，夏后氏以飨礼。”孔颖达疏。“燕，安也。其礼最轻，升堂行一献礼毕而说（脱） 履，升堂坐饮，以致醉也。”

### 祭社

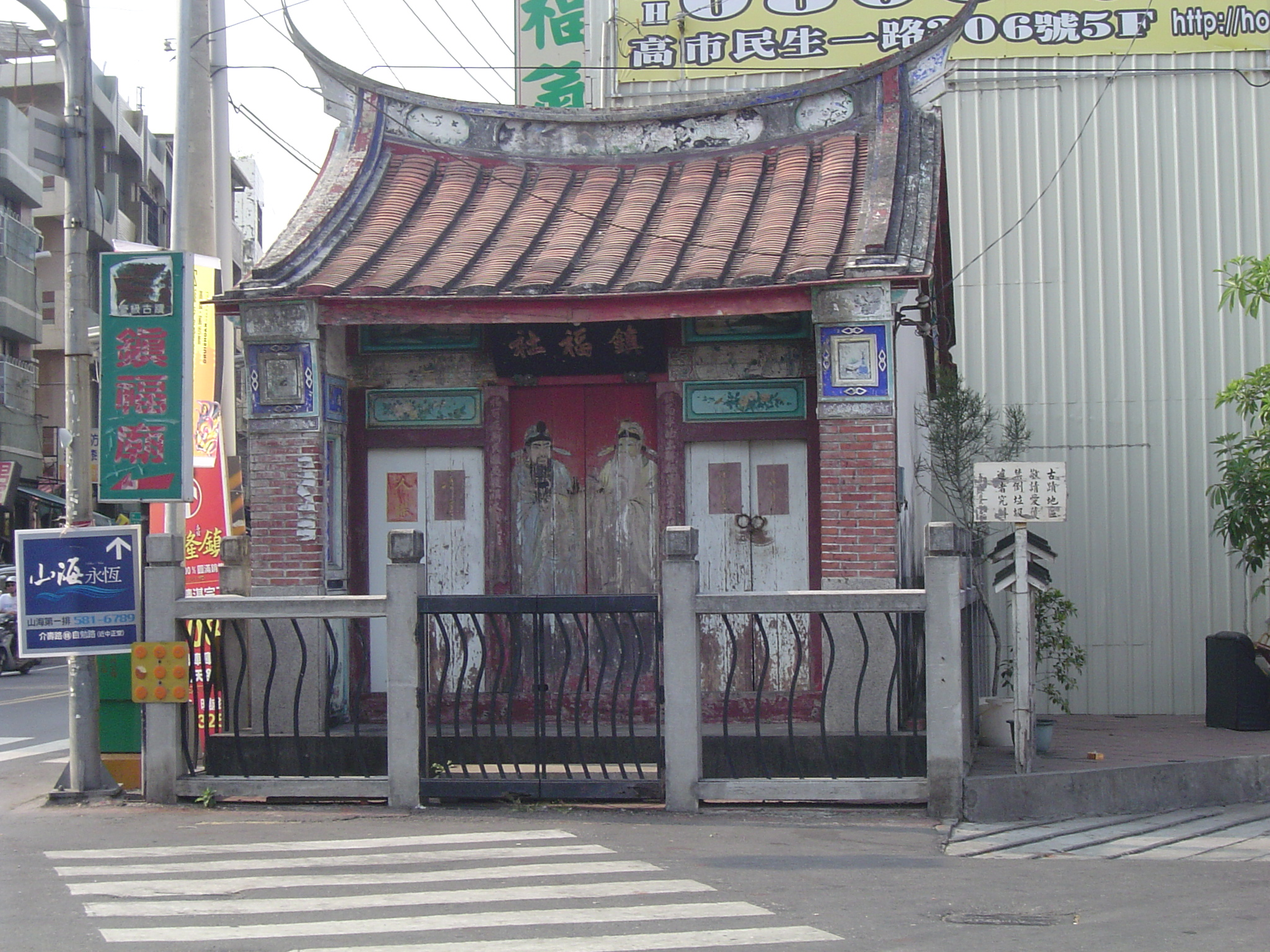
郑成功渡台所建鎮福社

社，土地之主，通常以松柏为神主。

### 见面礼
初次求见尊长并赠送礼物以表达敬意的礼节，古称贽。男子赠送玉帛、禽兽、腊肉，女子赠送红枣、栗、干肉。赠送钱币是禁止的。

### 上寿
上寿为祝愿万寿无疆之礼，敬寿酒一杯或敬以金钱。

### 祭品
汉人祭祀的祭品包括太牢、少牢，此外还有狗、鱼等等。如《周礼》中就有将鱼作为祭品的记载，《山海经》中也有用鱼祭山神的，汉代亦沿袭以鱼祭神祀祖的习俗，《艺文》引《三辅故事》云：“武帝作昆明池，学水战法，帝崩，昭帝小，不能征讨，于池中养鱼，以给诸陵祠，余给长安市，市鱼乃贱。”

## 藝術

### 音乐

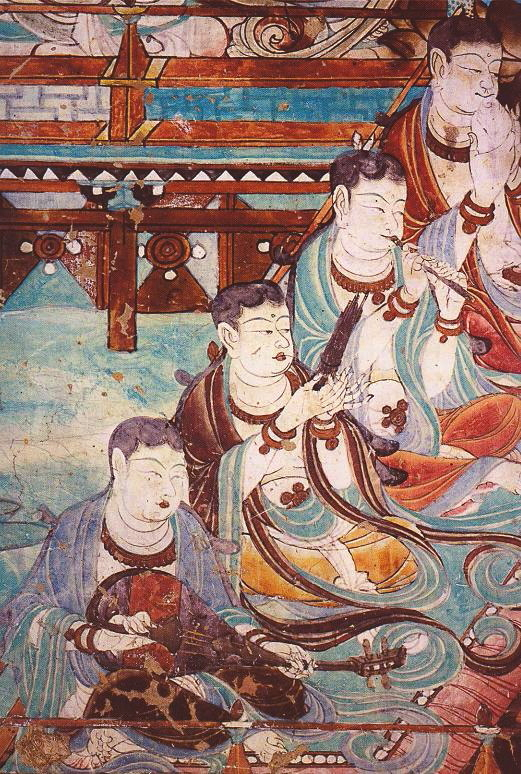
唐代琵琶、笙

汉文化极其重视礼乐，可分为雅乐、燕乐和俗樂。其歌有韦生、王萧、踏歌、浩歌等曲;乐器则有琵琶、琴筝,一弦之属。苏州民族乐器一厂的民族乐器制作已被列入国家级非物质文化遗产。
黄帝时代，黄帝命伶伦製作樂律，根据凤凰之鸣訂定十二律。伶倫在西山找到了粗細適中的竹子，用其中最結實的竹子削成竹笛。于是黄帝时产生了最早的礼仪性乐舞《云门大卷》。尧时产生《咸池》，舜时则有《大韶》，儒家以雅乐为正声，每个王朝建立伊始都要制礼作乐。漢樂分五音：宮、商、角、徵、羽。宮、商、角、徵、羽，謂之五聲。金、石、匏、革、絲、竹、土、木，謂之八音。刘邦荣归故里时唱的《大风歌》：“大风起兮云飞扬，威加海内兮归故乡，安得猛士兮守四方！”
| 右六律 | 右六律 | 右六呂 | 右六呂 |
| ------ | ------ | ------ | ------ |
| 黃鐘   | 十一月 | 大呂   | 十二月 |
| 太簇   | 正月   | 夾鐘   | 二月   |
| 姑洗   | 三月   | 仲呂   | 四月   |
| 蕤賓   | 五月   | 林鐘   | 六月   |
| 夷則   | 七月   | 南呂   | 八月   |
| 無射   | 九月   | 應鐘   | 十月   |

#### 乐谱
《礼记·投壶》中的鼓谱是现存最早的乐谱。朱熹《仪礼经传通解》收录了南宋所传《风雅十二诗谱》的雅乐乐谱，用律吕字谱记写，是传世最早的诗经乐谱。宋末《事林广记》后集卷十二“音乐类”“音谱类”以及续集卷四“文艺类”也载有部分散佚乐谱资料。《乐星图谱》用俗字谱符号说明八十四调音阶，并对照排列雅乐燕乐调名。宋末熊朋来撰《瑟谱》载有瑟的历史，演奏技法，《诗旧谱》，《诗新谱》，《孔子庙释奠乐章谱》以及制作瑟的《瑟谱后录》。明代朱权所辑琴谱《神奇秘谱》分《太古神品》、《霞外神品》。明代《乐律全书》也收录了很多雅乐乐谱。还有明代杨抡辑《真传正宗琴谱》，严徵《松弦馆琴谱》，张廷玉《理性元雅》，陈大斌《太音希声》，刘民悦辑《文庙礼乐全书》，明末避乱日本的魏双候四世孙魏鹄《魏氏乐谱》。清代有《律音汇考》。
《风雅十二诗谱》中包括了12首诗经国风和小雅的乐谱。这12首诗是《鹿鸣》、《四牡》、《皇皇者华》、《鱼丽》、《南有嘉鱼》、《南山有台》、《关雎》、《葛覃》、《卷耳》、《鹊巢》、《采蘩》、《采蘋》。用律吕字谱记写，每字一音。

### 舞蹈
| 汉舞 | 传承单位                                                                           |
| ---- | ---------------------------------------------------------------------------------- |
| 傩舞 | 江西省南丰跳傩、婺源傩舞、乐安傩舞                                                 |
| 龙舞 | 铜梁龙舞、湛江人龙舞、汕尾滚地金龙、浦江板凳龙、长兴百叶龙、奉化布龙、泸州雨坛彩龙 |
| 狮舞 | 徐水舞狮、天塔狮舞、黄沙狮子、广东醒狮                                             |

### 美術

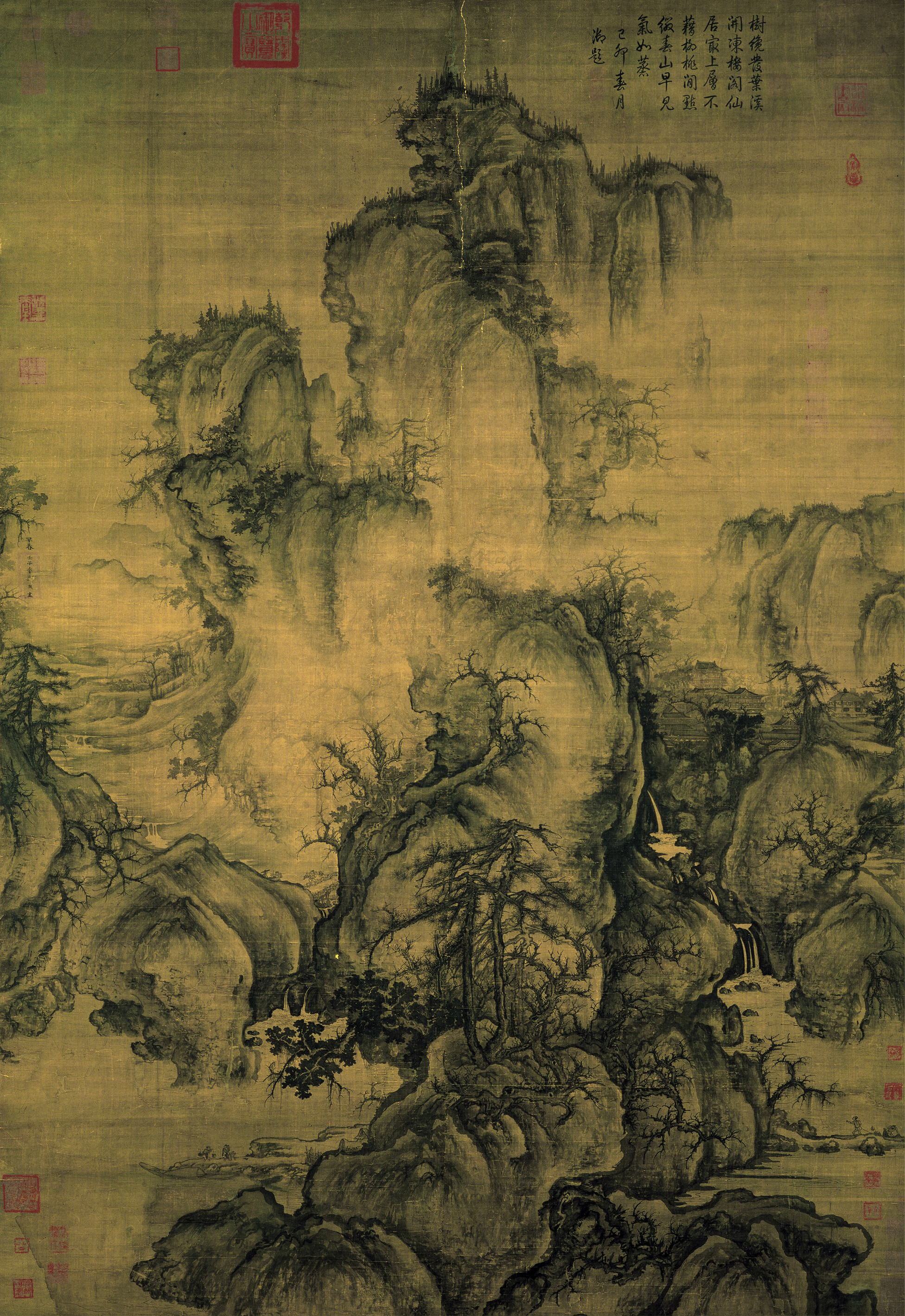
汉文化的图案中追求的是一种饱满的构图。（早春圖）

漢族美術源远流长，且在几个世纪以来保持了令人惊奇的延续性，这点与艺术风格总在不停变化的西方美术不同。明朝时的作品还可以看到唐朝时的影响，而一幅清朝的画作与一幅宋朝的是非常相似的。一个原因可能就是中国对传统的尊崇。艺术家的首要任务不是创新，而是尽可能逼真的临摹旧有的作品——这并不被认为是抄袭，反而一定程度上是创新。
其他在漢族广泛流传的宗教和哲学思想也在不断地影响艺术创作。没有道家的存在，漢族绘画甚至唐诗也不会拥有现在的模样。这些主题经常是关于与自然相协调的生活的。就是绘画技巧也透露出了道家的阴阳理论的影响，有的在虚实的辩证转换之间，有的在乾湿用筆技巧的對比之間。在漢族的藝術作品中總是出現道家神話傳說的人物形象。相比之下佛教的影響就不那麼大，尤其考慮到佛教隨著時間的推移不斷的漢化這個因素。16世紀以後，隨著西方傳教士的到來，又有了西方的影響。
出于经济的原因，漢族美术的载体局限于宫廷和学院之中。除此之外也有一些孤独的艺术家，他们在田园和山林当中进行创作。这常常是一些学者和被贬的官员，他们对社会现状不满，从而逃避现实。每逢朝代更替时经常有这种情况发生，比如，明末清初，满族入侵之际。
漢族美术的影响在整个东亚文化圈都可以观察得到。在漢族或其他中國民族曾经间接统治下的地区尤其明显，如作为藩属的朝鲜和越南。有漢族移民的地方，如新加坡、马来西亚和印度尼西亚也多少受到了漢族美术的影响。歷史上朝鮮半島與漢文化交融頗深，高麗王朝作為漢文化圈的篤信者不斷吸納、熔鑄宋元繪畫的適用因素，並與朝鮮民族自身的審美習俗相結合，形成了朝鮮繪畫的基本發展格調；日本美术同样受到中原文化的影响。在一些领域，日本的追随者甚至超越了他们的先师，比如在日本达到鼎盛的漆器手工艺。16世纪以来，漢族的工艺品尤其是瓷器與陶器，大量向欧洲出口，这对欧洲艺术也产生了影响。

### 建筑

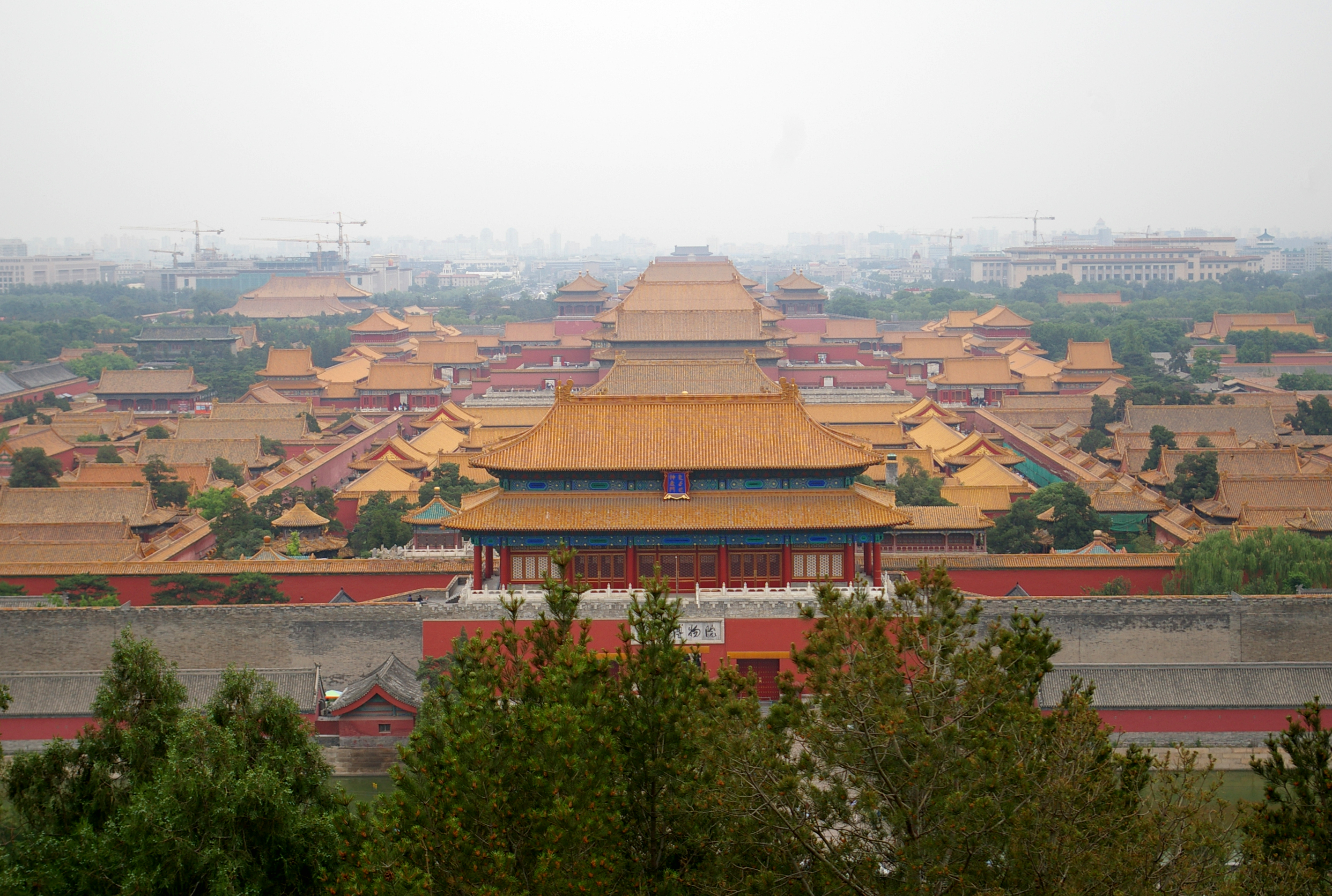
北京故宮

数千年来，汉族主要以木材建筑宫室，即使建筑物毁于战火而重建时，仍顽强地沿袭重木的旧制。汉建筑的特色是高台宫室。如「碧瓦朱甍」指绿色的屋瓦、红色的屋脊，形容建筑物的华丽美观，也表现了汉人建筑设计和审美情趣。
宫室建筑受宗法礼制的约束，必须严格遵照门堂之制，沿中轴对称布局。宫室建筑讲求基于儒家文化「礼制」规范的整体布局性，在布局上讲求帝王之居「建中立极」，即以王城宫（城）门和前朝主殿为中轴。研究宫室者如洪颐煊《宫室答问》、张惠言《仪礼宫室图》、万斯大《宫室图》、焦循《群经宫室图》等。

## 宗教

### 道教

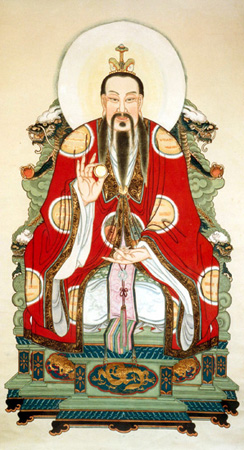
道教中的上帝：元始天尊

東漢張角創道教，向三官告解懺悔並祈求安康三官即掌管天、地、水三界之神“三官大帝”。天官（上元一品九气天官紫微大帝）总管上宫诸天帝王、士圣高真、三罗万象星君，执掌赐福。地官（中元二品七气地官清虚大帝）总管五岳帝君并治二十四山、九土地皇、四维八极神君，执掌“赦罪”。水官（下元三品五气水官洞阴大帝）总管九江水帝、四渎神君、十二溪真、三河四海神君，执掌“解厄”。道教將孟春、孟秋、孟冬之望為三官大帝誕辰，訂為三元節，上元正月十五日祭拜天官，中元七月十五日祭拜地官，下元十月十五日祭拜水官。其中堯帝定四時制年月、舜帝拓荒墾地、大禹治水有功，因此奉為三官大帝。 

## 信仰
汉人对历史、传统的信仰是极其深厚的。不过，历史只是传统的载体，不是传统本身。汉文化的传统信仰可概括为敬天法祖。这不仅是先秦诸子百家的信仰，也是两汉魏晋隋唐宋明的汉人的信仰，通过六经以及正史的礼乐志可以得到证实。

### 敬天法祖
敬天法祖的信仰是《周礼》的核心信仰，也是对汉文化祭祀文化的高度概括。《明史》卷四十八“敬天法祖，无二道也。《周礼》一书，朱子以为周公辅导成王，垂法后世，用意最深切，”宗庙所祭者一家之亲，内神也，故曰内事；郊社及山川之属所祭者天下一国之神，皆外神也，故曰外事。汉人祭祀的对象分为天神、地祇、人鬼。天神称祀，地祇称祭，宗庙称享。祭祖日包括清明节、寒食节、端午节、中元节、重阳节。

#### 血统与姓氏文化

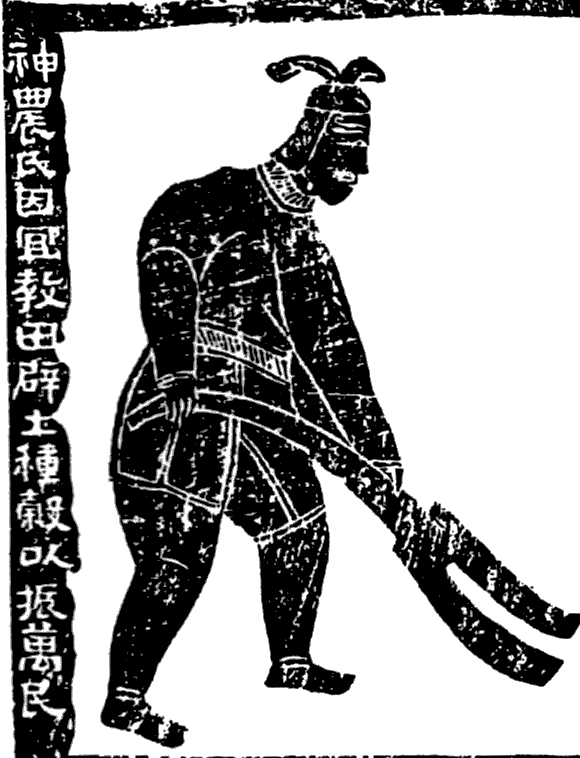
炎帝神农

汉文化特别强调父系血统的继承以及亲属关系。记录血统继承的文书称为家谱或族谱。大部分汉人的人类Y染色体DNA单倍型类群是O系。比如曹操后代的Y染色体是O1a1。汉代丞相曹参的家族基因O3-002611+炎黄子孙是汉族的同义词。语出《国语·周语下》：“皇天嘉之，祚以天下，赐姓曰‘姒’、氏曰‘有夏’，谓其能以嘉祉殷富生物也。祚四岳国，命以侯伯，赐姓曰‘姜’、氏曰‘有吕’，谓其能为禹股肱心膂，以养物丰民人也。……有夏虽衰，杞、鄫犹在；申、吕虽衰，齐、许犹在。唯有嘉功，以命姓受祀，迄于天下，及其失之也，必有慆淫之心间之。故亡其氏姓，踣毙不振；绝后无主，湮替隶圉。夫亡者岂繄无宠？皆黄、炎之后也。”鲧、禹与夏人之后，以及共工、四岳与各姜姓国，「皆黄、炎之后也」。周王室和鲁、晋、郑、卫、韩、魏、燕、虞、虢等姬姓国；齐、申、吕、许等姜姓国。徐、黄、郯、江、赵、秦等嬴姓国、子姓宋国。家族系统中的宗族关系也是亲属关系，反映在政治制度上就是宗法制。
| 上古姓 | 氏                                                                                   |
| ------ | ------------------------------------------------------------------------------------ |
| 姬     | 虞姓、虢姓、焦姓、滑姓、霍姓、杨姓、韩姓、魏姓、蔡姓、卫姓、郑姓、蒋姓、周姓等       |
| 姜     | 谢姓、齐姓、高姓、国姓、向姓、尚姓、吕姓、许姓、浦姓、卢姓、丁姓、崔姓、纪姓、郑姓等 |
| 嬴     | 谷、梁、黄、费、徐、秦、许、江、赵、萧、金、苏、英、裴                               |
| 姒     | 禹姓、费姓、辛姓、杞姓、曾姓、谭姓、鲍姓、邹姓、欧阳姓、司空姓等                     |
| 妫     | 陈姓、胡姓、袁姓、田姓、齐姓、王姓、孙姓等等                                         |
| 姞     | 有阚、严、蔡、光、鲁、雍、断、须密氏                                                 |
| 妘     |                                                                                      |
| 姚     |                                                                                      |
| 子     | 殷姓、孔姓、来姓、宋姓、陶姓、施姓、繁姓、绮姓、樊姓                                 |

### 华夷之辨

尊王攘夷

华夷之辨的宗旨反映在《春秋》以及《仪礼》、《周礼》、《礼记》、《尚书》，以周礼和汉文明价值观作为区分华夏和蛮夷的标准。周礼不仅包括礼仪制度也包括服饰，其核心思想在“不与夷狄之主中国也”。宋代程颐说过：“礼一失则为夷狄，再失则为禽兽。圣人恐人之入夷狄也，故《春秋》之法极谨严，所以谨严者，华夷之辨尤切切也。”

### 五常
五常语出《尚书·泰誓下》：“狎辱五常”。唐孔颖达疏云：“五常即五典，谓父义、母慈、兄友、弟恭、子孝。”五常在汉代又为仁义礼智信。

### 上说下教
汉文化以王官之学为源头，十分推崇对参与治国。司马迁在《太史公自序》中指出：“夫阴阳、儒、墨、名、法、道德，此务于为治者也，直所以言之异路，有省有不省耳。”即是说，先秦诸子都是以治理国家为要务的，一方面“上说”，即游说统治者，推行其政治主张，另一方面“下教”，广招门徒，宣传其主张，这便是汉文化中爱国主义的源头。孟子甚至说：“如欲平治天下，当今之世，舍我其谁也？”墨子也说：“王公大人用吾言，国必治，匹夫徒步之士用吾言，则行必修”。庄子在《庄子·天下篇》则推崇“内圣外王之道”。

## 科學

### 历法
夏历是汉族的傳統历法。傳說伏羲造八卦作三画以象二十四气，周公作时制定二十四气七十二候。天子历象日、月、星辰，行夏之时，敬授民时，
| 月份   | 太阳与二十八宿 | 节气       | 岁时节庆                       | 万物     |
| ------ | -------------- | ---------- | ------------------------------ | -------- |
| 正月   | 日在营         | 立春、雨水 | 正旦祭祖、元宵節、上元、人日   | 草木萌动 |
| 二月   | 日在奎         | 惊蛰、春分 | 祠大社                         | 玄鸟至   |
| 三月   | 日在胃         | 清明、谷雨 | 三月三日（上巳）、清明节、寒食 | 桐始华   |
| 四月   | 日在毕         | 立夏、小满 | 祀灶                           | 若菜秀   |
| 五月   | 日在井         | 芒种、夏至 | 大雩、齊戒                     | 半夏生   |
| 六月   | 日在柳         | 小暑、大暑 | 祠宗廟社稷                     | 温风至   |
| 七月   | 日在翼         | 立秋、处暑 | 七夕、盂蘭盆、中元             | 凉风至   |
| 八月   | 日在角         | 白露、秋分 | 中秋                           | 雷始收声 |
| 九月   | 日在房         | 寒露、霜降 | 重阳                           | 菊有黄花 |
| 十月   | 日在尾         | 立冬、小雪 | 下元                           | 水始冰   |
| 十一月 | 日在斗         | 大雪、冬至 | 冬至祭祖                       | 冰益壯   |
| 十二月 | 日在女         | 小寒、大寒 | 祀道神、除夕、大儺             | 水泽复坚 |

汉族节日春节、清明节、端午节、七夕节、中秋节、重阳节以及与此相关的农历二十四节气已被列入国家级非物质文化遗产。

### 医学
汉族医学俗称为中医。起源于传说中的远古黄帝、岐伯时代，以《黄帝内经》为标志的汉族医学生命与疾病知识体系的形成至今已有两千多年的历史。

## 日常生活

### 服饰

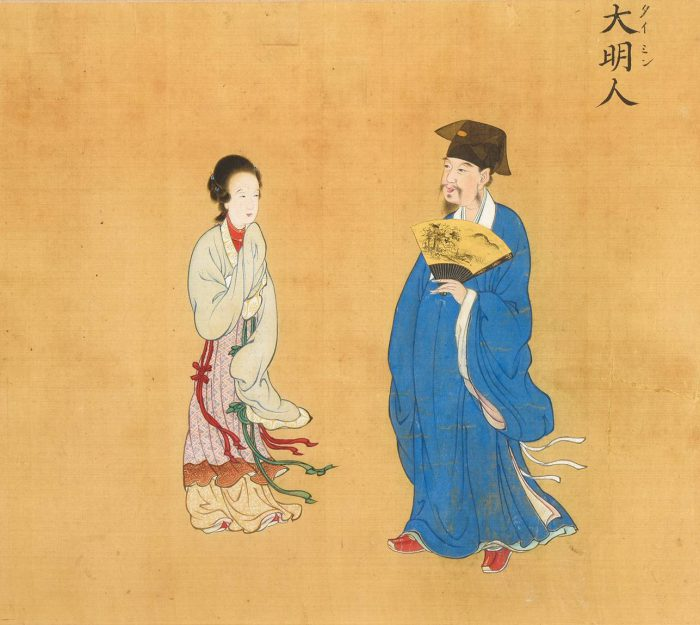
明末崇祯年间的漢人服飾

古代漢族十分重視衣冠服飾。在成年之後就不可剃髮，男女都把頭髮綰成髮髻盤在頭頂。
清朝入关之后，为了巩固自己的政权，推行剃发易服令，要求漢人男子在十天之内全部剃髮，更有制度称“仍存明制，不随本朝之制度者杀无赦。”与此配合的是强行更改汉人衣裳式样。将满族的服饰文化强加在汉族厚积了几千年的传统服饰之上，以满族服饰文化来改变汉族服饰文化，而这种强制使汉人习异族风俗的行为，使得汉文化服饰在后来的发展中大量融合了满族服饰的元素和风格。
現代漢人的流行服飾主要有中山裝、唐裝、旗袍、現已漸漸復興起漢服等。
中山裝起源于当时的英国学生服。在中华民国方面，政府官方以中山装为男子礼服和国服，受到中华民国影响，在中華人民共和國，中國共產黨的領導人以及一些出國訪問、考察學習的工程技術人員和留學生也會穿著中山裝，該服裝可被視為在公共场合穿着的代表中国的服饰。
唐装是清代至現代中國人以及華人的一種傳統服飾。當今唐装並非唐朝服裝的發展，其源流有多個說法：清华大学美术学院教授袁杰英認為唐装是满族服饰的延续和改良；中國人民大學清史研究学者丁超认为唐装是從明代對襟衣、罩甲、以及清朝時期的馬褂发展而来的服飾；清代学者郝懿行認為唐裝的淵源可推至漢魏時期。

### 饮食

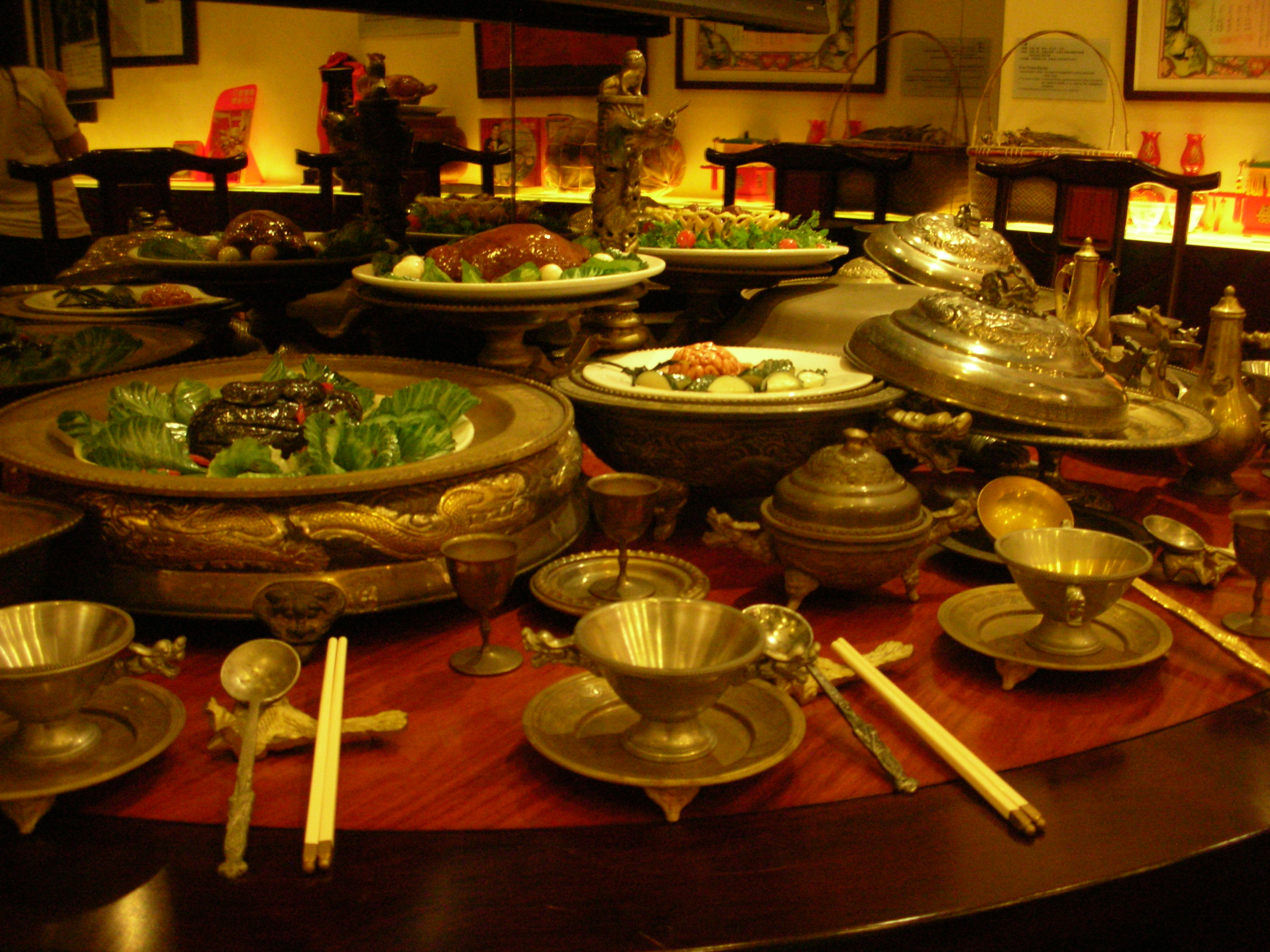
滿漢全席

中华飲食文化，在日本和韓國稱爲中華料理或中國料理，歐美稱之爲唐餐，是中華文化的组成部分，深远的影响了东亚地区的飲食文化。米食和麵食是主要的兩大類型，中國南方和北方種植稻類地區，以米食為主，種植小麥地區則以麵食為主，此外，各地的其他糧食作物，例如玉米、高梁、穀類、薯類作物作為雜糧也都成為不同地區主食的組成部分。中國東南方仍以米食為主，大米製品種類繁多，如米飯、米糕、米粥、飯糰、米麵、餈飯、湯圓、粽子等；东北、西北、華北則以麵食為主，饅頭、包子、麵條、烙餅、餡餅、餃子等都為日常喜愛食物，其他如山東煎餅、陝西鍋盔、山西刀削麵、西北、華北抻麵、四川擔擔麵、江蘇過橋麵等都是有名的麵製風味食品。菜谱来源于中国各个地区和民族的菜肴，中国菜主要八大菜系組成；“八大菜系”是指川菜（四川菜）、湘菜（湖南菜）、粵菜（廣東菜）、蘇菜（江蘇菜）、魯菜（山東菜）、浙菜（浙江菜）、閩菜（福建菜）、徽菜 （徽州菜）。其中起源於清朝的宮廷的滿漢全席堪稱是中華飲食總匯，是中國一種集合滿族和漢族飲食特色的巨型筵席。著名菜餚有北京烤鸭、牛肉麵、麻婆豆腐、拉麵等，日本拉麵亦源自中國。起源於中國的食具筷子亦為流傳至東亞飲食文化。

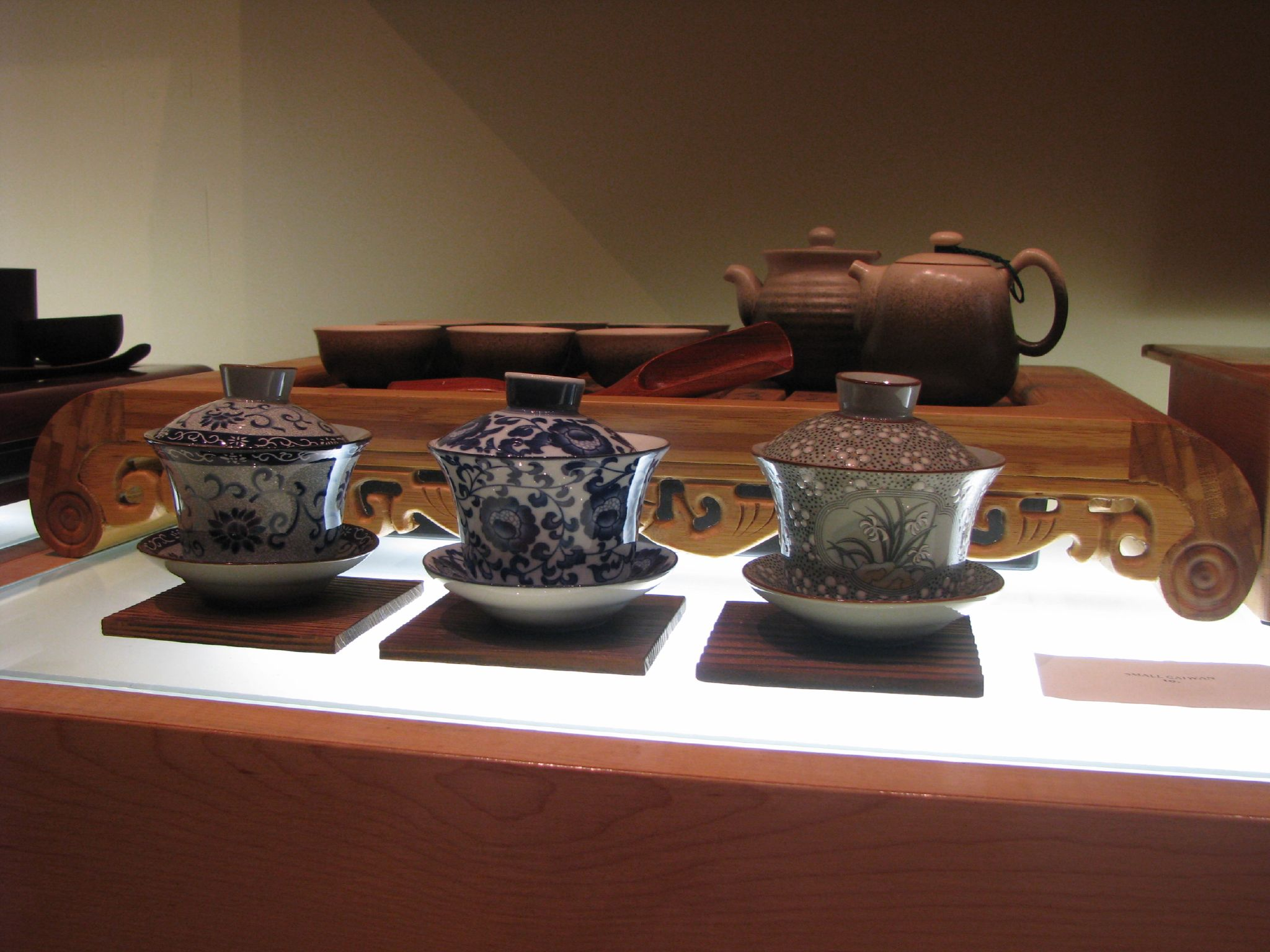
茶藝

中華飲茶茶文化與歐美的茶文化的分別很大，亦有中國十大名茶與台灣十大名茶，儀式化的品茶稱為茶藝，茶風格各地不同，最有名氣的要數四川成都的蓋碗茶和廣東潮州的工夫茶。日本茶道、朝鮮茶禮等其他東亞地區的茶儀式雖源自中國，但自行發展後有很大分別。

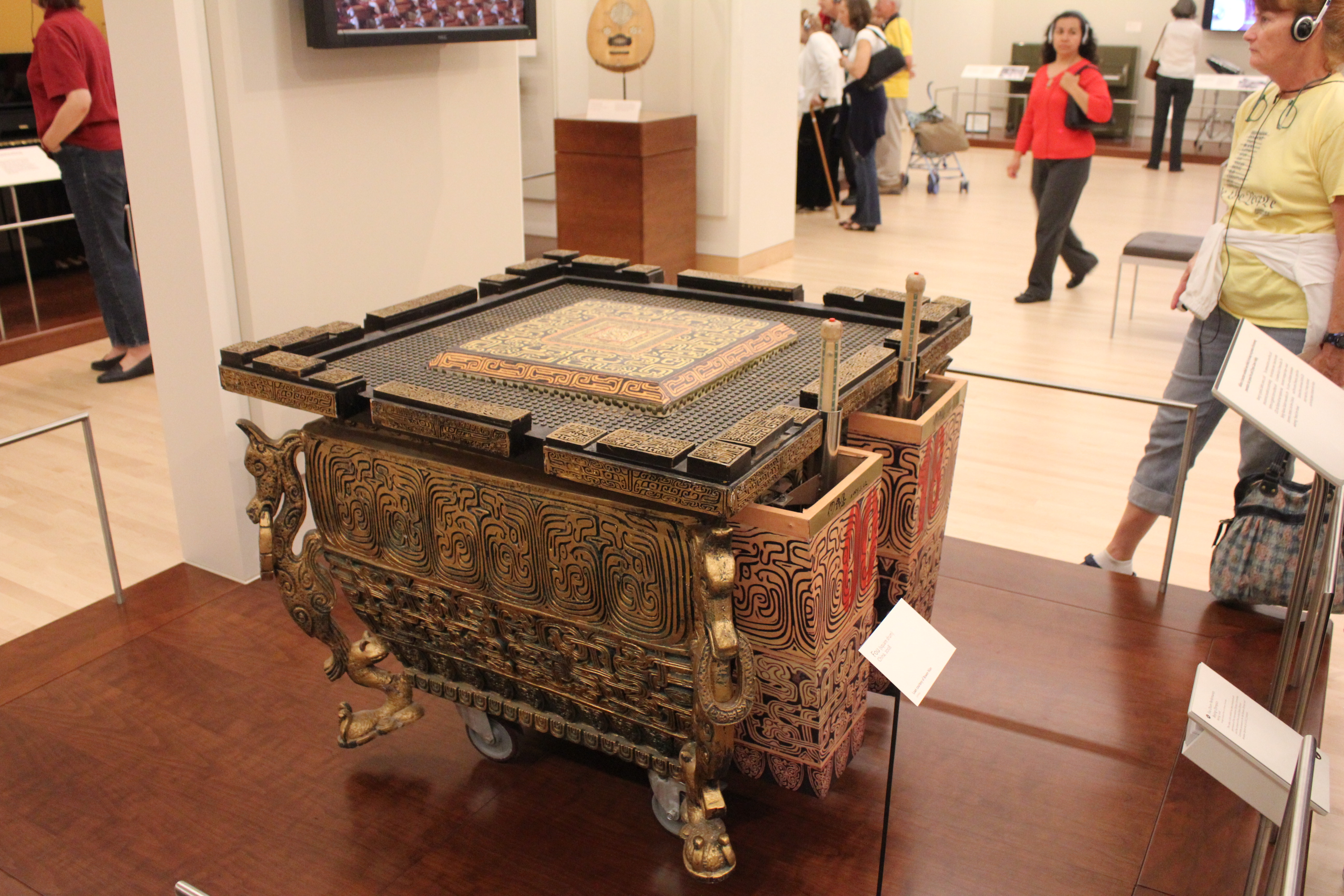
缶

酒是全人類的飲料。不過與古希臘等西方世界最早的葡萄酒不同，中國人最早是以穀物為原料釀酒的。酒在中華民俗活動不可分開。近現代民間風俗的婚禮酒、喪葬酒、月米酒、生期酒、節日酒、祭祀酒等等，都可以在周代風俗文化的「八禮」中尋找到源頭。諸如農事節慶、婚喪嫁娶、生期滿日、慶功祭奠、奉迎賓客等民俗活動，酒都會在活動出現。也常在祭祀、會盟、祝捷等公務活動出現，還出現於民間的喜喪禮儀、歡聚迎送等場合。
老人生日，子女必為其操辦生期酒。擺酒宴請鄉鄰好友，並作攜贈禮品以賀等。提親與結婚亦是常備有酒，各種禮品其中又必不可少酒。婚禮後新人入洞房必要共飲「合巹酒」。洞房儀式完畢，新人要雙雙向參加婚禮酒宴者敬酒致謝，此時也亦會向新婚夫婦勸酒。
祭拜酒因襲於遠古對祖先諸神的崇拜祭奠。一般在立房造屋、修橋鋪路要行祭拜酒。凡動土施工，有犯山神地神，就要置辦酒菜，在即將動工的地方祭拜山神和地神。祭拜儀式要備上酒菜紙錢以求保佑。工程中，凡上樑、立門均有隆重儀式，其中酒為主體。然後逢年過節、遇災有難時，要設祭拜酒。除夕夜，各家各戶要準備豐盛酒菜，燃香點燭化紙錢，請祖宗亡靈回來飲酒過除夕，娛神活動其形式仍是置辦水酒菜餚。在傳統意識中，認為萬物皆有神，若有擾神之事不以酒菜祭拜，就不會清靜。端午節也會噴灑雄黃酒，小孩要掛香袋並在額頭上用雄黃酒畫一個「王」字；大人喝雄黃酒。
中國酒文化和詩歌、戲曲也有着豐富的聯繫，如「太白醉酒」、「武松醉跌」、「魯智深醉打山門」、「醉八仙」等，現代流行文化亦有以出現創作的功夫電影－醉拳等。

## 傳播與影響

### 韩国对汉文化的保留

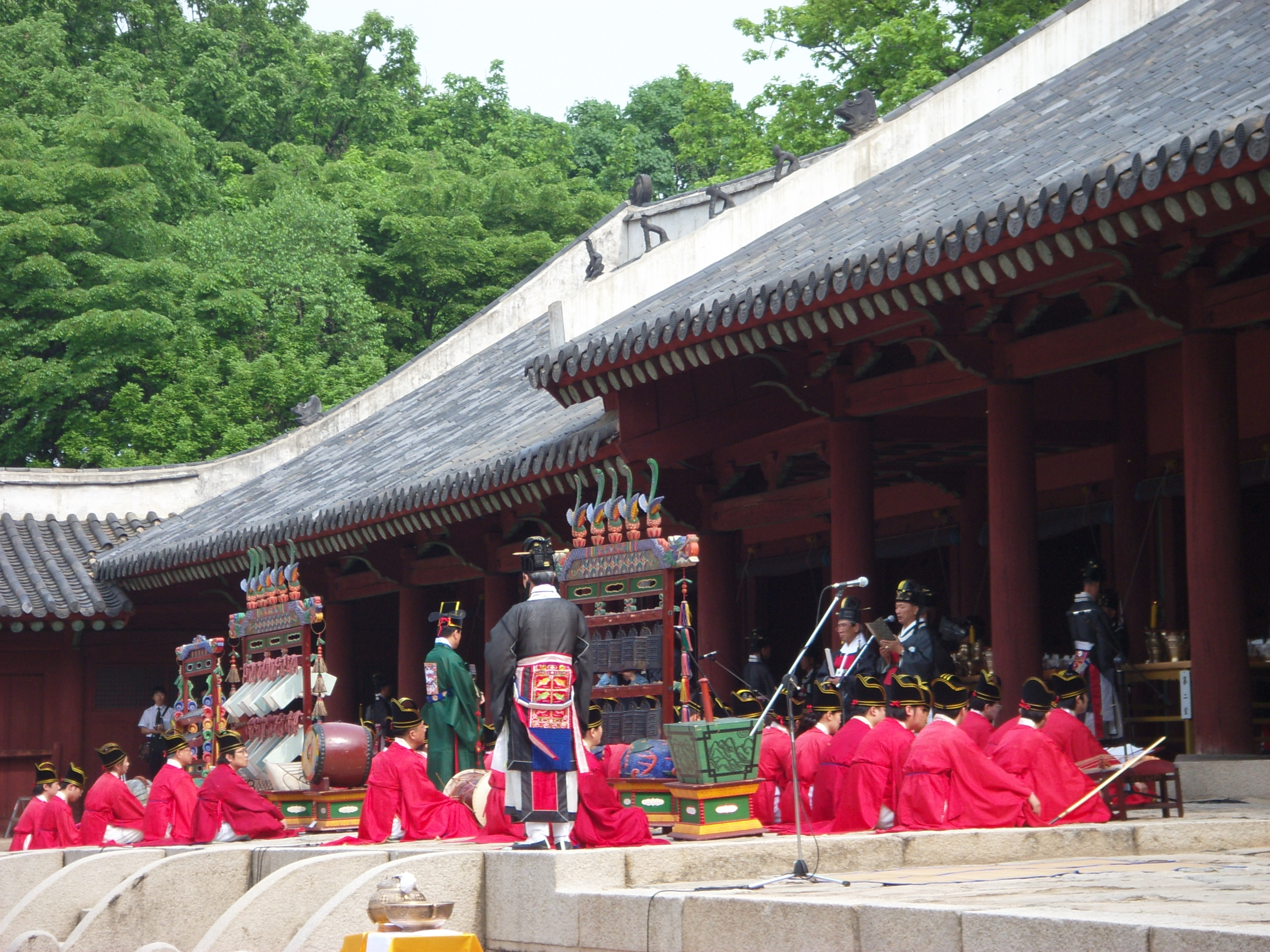
朝鮮宗庙祭礼

在先秦时期，大量中原移民移居朝鲜半岛，带去了汉文化。西汉时曾统治朝鲜半岛北部，致使朝鲜地区开始使用汉字。唐高宗时，设置安东都护府以统治朝鲜半岛。明、清两代朝鲜皆为藩属国。在韩国有不少古时墓碑，都有题有“大明朝鲜国”、“大清朝鲜国”、“有清朝鲜国”的字样。以至于在明末清初，朝鲜人还对明朝发誓，以死抵制清朝剃发易服政策。韩国文化源于中国的汉文化，当然也有所创新与改动。汉文化中的儒家文化对于朝鲜族风俗、习惯以及思维的方式都有非常大的影响。《洛杉矶时报》曾经报道说：“韩国比中国更儒家。”现代韩国非常遵从儒家文化，每年农历二月和八月，都会在首尔成均馆大学内举行“释奠大祭”，以纪念孔子及众多儒家圣贤。韩国人的“礼仪”也深受汉文化的影响。以及朝鲜族的民族服饰韩服也深受漢族服飾之影响。现今韩国仍保留有230所类似于中国传统的私塾的“乡校”。韩国的传统建筑也深受汉族的阴阳八卦、天地五行、风水、道教和儒教等影响。

### 日本對漢文化的保留

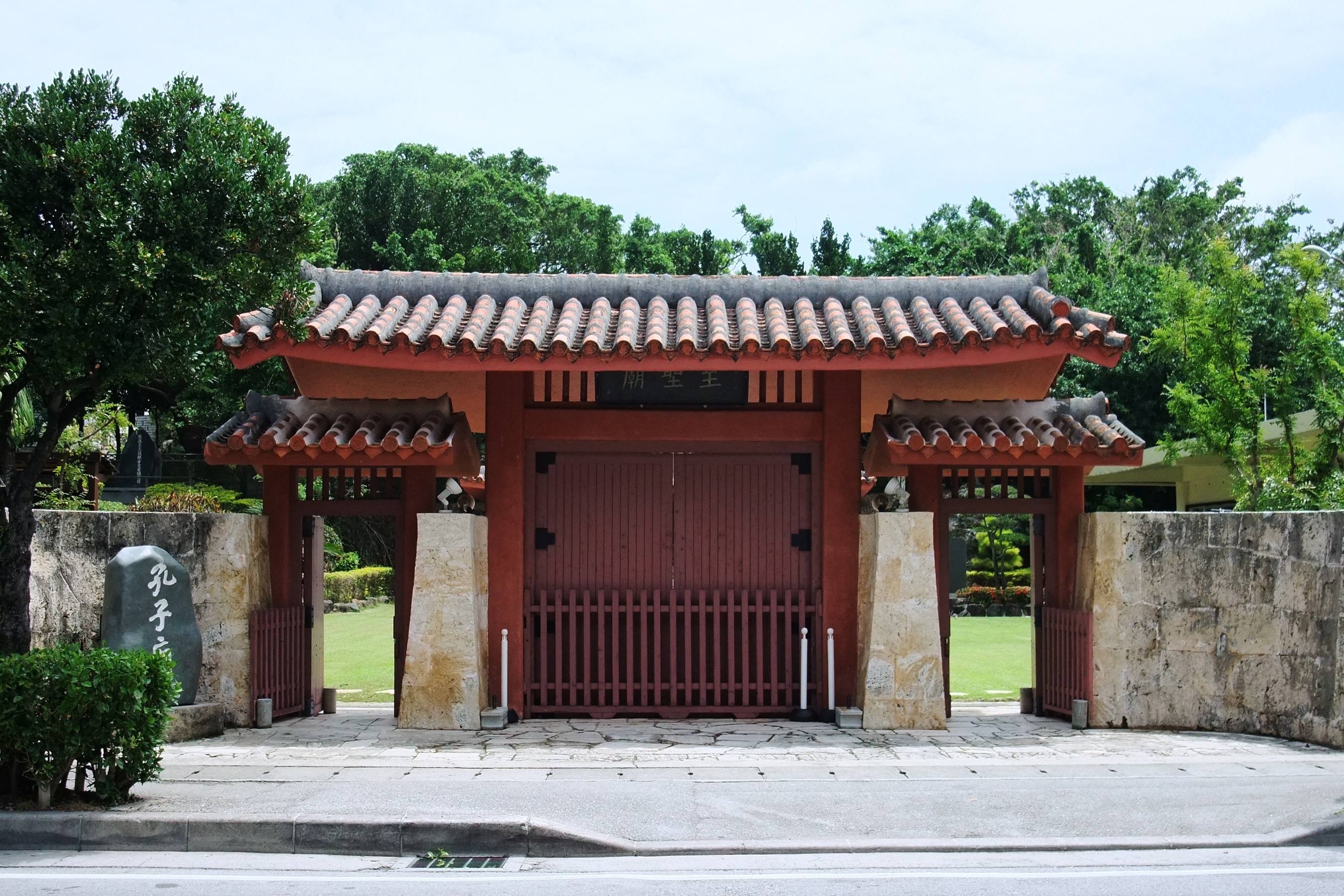
沖縄県那覇市至聖廟

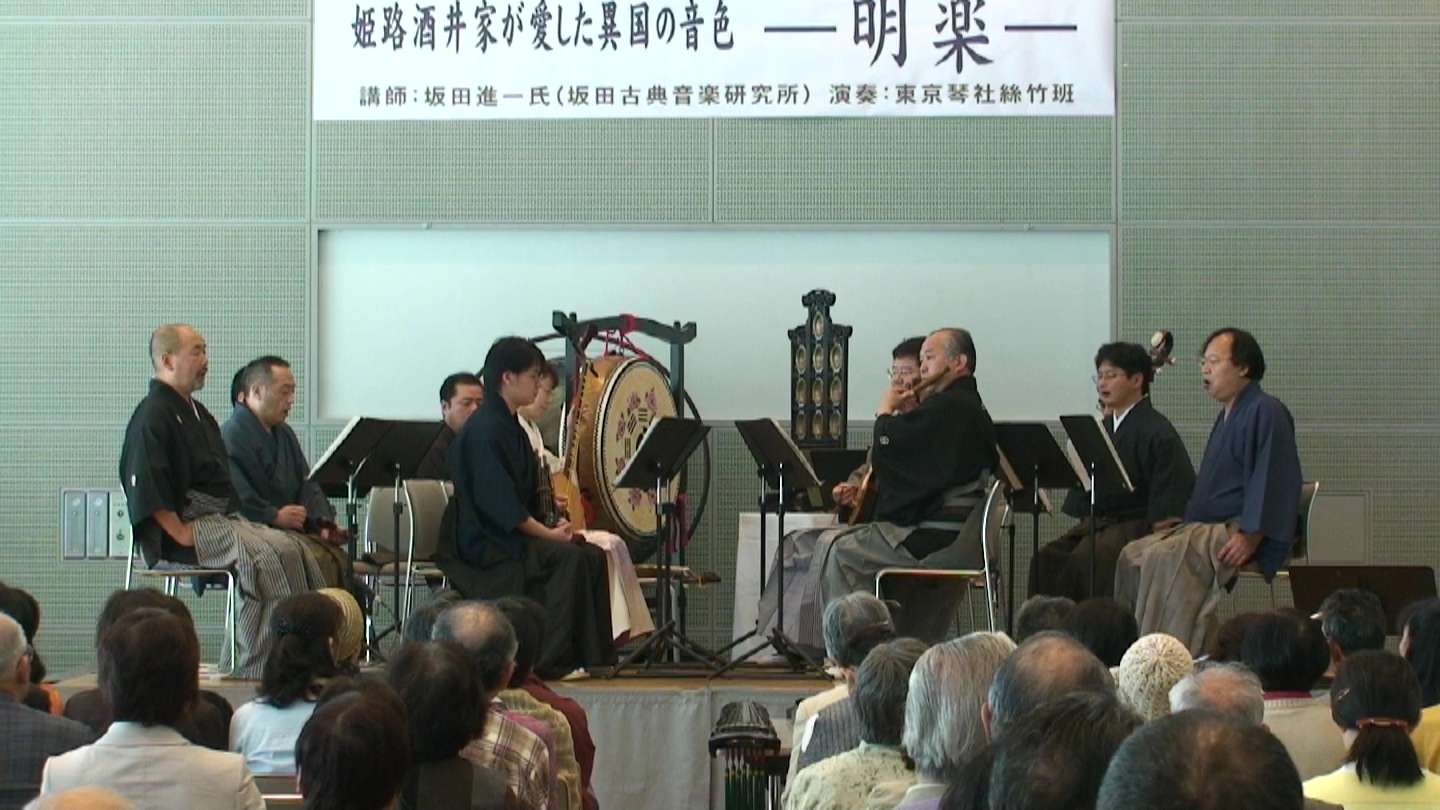
日本传承的中國古代音樂

漢文化對日本文化亦有所影響，日本的服飾、音樂、建築等保留了大量漢文化（特別是唐代）的精髓。

#### 日本岁时节庆
日本岁时节庆继承了大量汉文化传统，特别是五节句。
| 节句     | 日期   | 俗称 |
| -------- | ------ | ---- |
| 人日（じんじつ） | 1月7日 | 七草 |
| 上巳（じょうし/じょうみ） | 3月3日 |      |
| 端午（たんご） | 5月5日 |      |
| 七夕（しちせき/たなばた） | 7月7日 |      |
| 重陽（ちょうよう） | 9月9日 |      |

日本在大化革新吸收的唐代礼仪一直保留至现代，可分为冠婚丧祭四大人生礼仪。冠礼又称为成人式。

### 越南對漢文化的保留

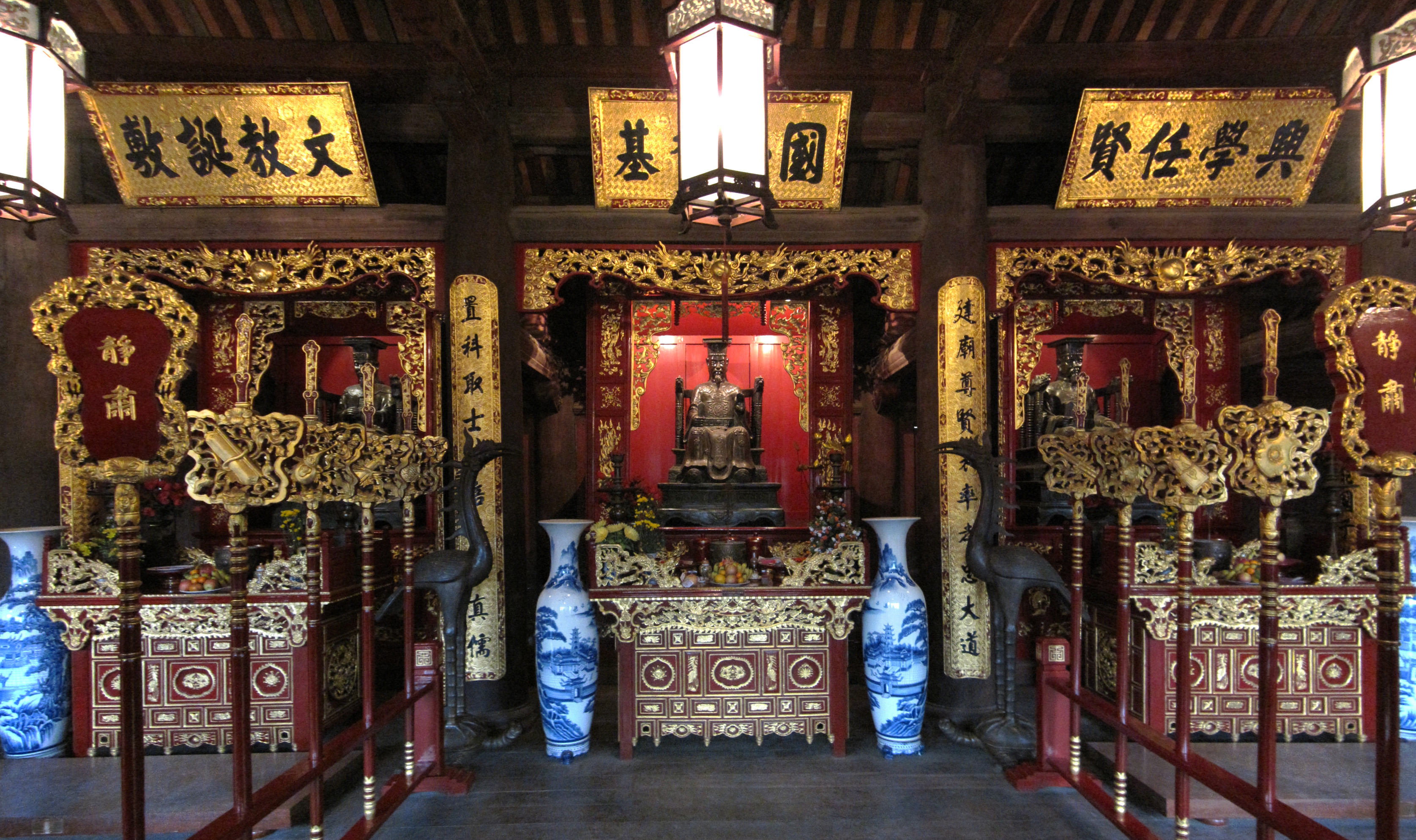
越南文庙孔子像

越南是少数的漢化東南亞國家，有越服，也是最遲放弃科举的国家。歷史上越南曾經使用由漢字組成的文言文（越南语：／）來書寫文章，但口頭的交流仍使用與書面的文言文差異很大的越南語。13世紀時，越南人發明了本民族文字的喃字（／），同漢字混用以書面表記本民族語言的越南語，從此越南語進入了言文一致的階段。在法屬時代，亞歷山德羅和其他羅馬天主教會傳教士發明了羅馬化的越南語拼音文字國語字（／），用以表記越南語，始逐漸取代傳統文字。